# Belonogaster pennata
Belonogaster pennata är en getingart som beskrevs av Richards 1982. Belonogaster pennata ingår i släktet Belonogaster och familjen getingar. Inga underarter finns listade.